# Дом-музей Лермонтова в городе Гусар
Дом Лермонтова в городе Гусар (Азербайджан) — дом военврача подполковника Александра Александровича Маршева в городе Гусары, где в октябре 1837 года квартировал Михаил Юрьевич Лермонтов (эти данные не подтверждаются научными источниками). Утверждается, что здесь он влюбился в дочь соседа Маршева Курбана — красавицу Зухру. Так появилось на свет стихотворение «Кинжал».

На фасаде дома установлены барельеф с изображением поэта и мемориальная доска, на которой написаны известные строчки Лермонтова:
"Приветствую тебя, Кавказ седой! Твоим горам я путник не чужой. Как я любил, Кавказ мой величавый, Твоих сынов воинственные нравы"

Является одной из достопримечательностей города, но на 2018 год не значился в списках исторического наследия, и даже не числится в списках музеев — находится в частной собственности, и владельцы не впускают в него туристов, внутреннее состояние дома неизвестно.